# Wanda Sampolska

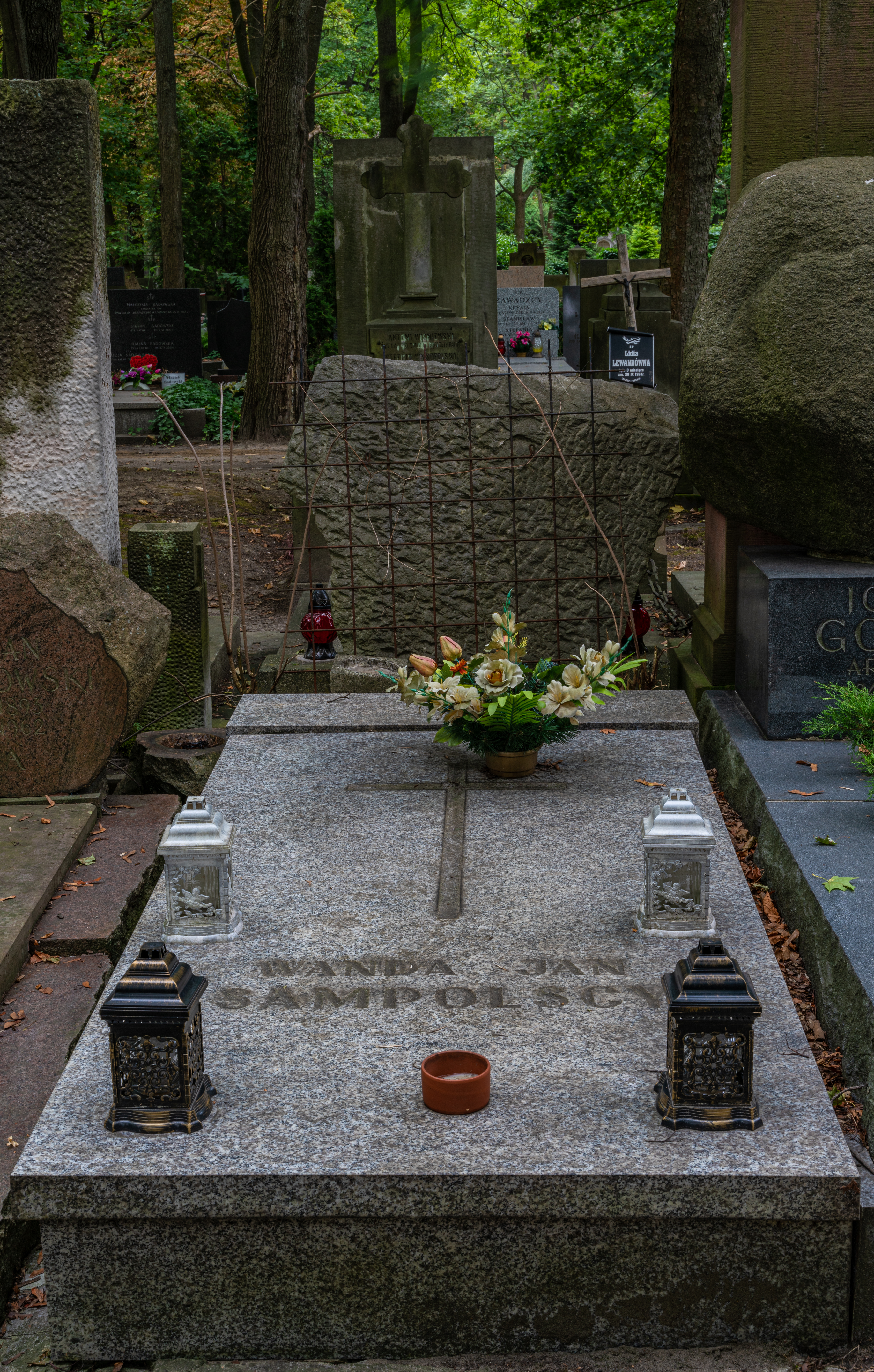
Grób Wandy Sampolskiej na cmentarzu Powązkowskim

Wanda Halina Sampolska, z d. Węgorzewska (ur. 6 czerwca 1906 w Peczarze, pow. Niemirów (ob. Ukraina), zm. 9 sierpnia 2004 w Iławie) – bibliotekarka polska, wieloletni pracownik bibliotek specjalnych rolniczych, społecznik.

## Życiorys
Była córką Tadeusza (inżyniera architekta) i Wincentyny z Michalikowskich, miała czworo rodzeństwa. Od stycznia 1914 mieszkała z rodziną w Lublinie i tam też w 1916 podjęła naukę w Gimnazjum im. Kunickiego. Uczęszczała jeszcze do dwóch lubelskich gimnazjów - Olgi Filippi Żychowiczowej (1917–1921) i im. Heleny Czarnieckiej, w tym ostatnim w 1925 uzyskała świadectwo dojrzałości. Była najlepszą maturzystką w Lublinie w swoim roczniku.
Po ukończeniu szkoły podjęła pracę w Garbarni Domańskich w Lublinie. 21 sierpnia 1928 zawarła w Lublinie związek małżeński z Janem Sampolskim i niebawem przeniosła się do Warszawy, gdzie kształciła się w Państwowym Pedagogium im. Wacława Nałkowskiego, pozostającym w tym czasie pod dyrekcją Władysława Spasowskiego. Pedagogium ukończyła w 1930, by rozpocząć studia w zakresie filologii polskiej na Uniwersytecie Warszawskim. Studia wkrótce przerwała, zmuszona sytuacją rodzinną. Przez kolejne lata zajmowała się pracą społeczną w warszawskich świetlicach robotniczych, gdzie prowadziła biblioteki oraz opiekowała się dziećmi na wyjazdach kolonijnych.
W 1938 uzyskała dyplom Prywatnej Jednorocznej Koedukacyjnej Szkoły Bibliotekarskiej Zarządu Miejskiego m.st. Warszawy i do wybuchu II wojny światowej pracowała jako bibliotekarka w Ministerstwie Wyznań Religijnych i Oświecenia Publicznego. W 1939 schroniła się na wsi u brata, adiunkta nadleśnictwa Piotrków Trybunalski, pracując w gospodarstwie. W 1941 powróciła do zawodu bibliotekarskiego w Staatsbibliothek w Lublinie (Biblioteka im. Hieronima Łopacińskiego), gdzie, jak pisze we wspomnieniu pośmiertnym Zdzisław Bieleń („Bibliotekarz”, 2005, nr 2), w ciągu trzech lat pracy organizacyjnej, gospodarczej i pedagogicznej wobec młodszych bibliotekarek stała się „filarem” instytucji. W latach 1945–1946 była kierowniczką Miejskiej Biblioteki Publicznej w Lublinie.
W maju 1946 przeszła do pracy w Kuratorium Okręgu Szkolnego Warszawskiego. Jako wizytatorka w Referacie Bibliotek nadzorowała pracę bibliotek powszechnych i szkolnych Warszawy i ówczesnego województwa warszawskiego. Ogłosiła w tym okresie artykuł Bibliotekarstwo powszechne w Okręgu Szkolnym Warszawskim („Bibliotekarz”, 1946 nr 11/12). W marcu 1948, w związku z przeprowadzką do Puław, zatrudniła się w bibliotece tamtejszego Państwowego Instytutu Naukowego Gospodarstwa Wiejskiego pod kierownictwem Zygmunta Nowakowskiego. Od stycznia 1951 była zastępcą kierownika biblioteki tego instytutu, noszącego już wówczas nazwę Centralnego Instytutu Rolniczego. W listopadzie 1955 biblioteka stała się filią nowo utworzonej Centralnej Biblioteki Rolniczej. W połowie 1956, dzięki kwalifikacjom i doświadczeniu zawodowemu (także dzięki dobrej znajomości łaciny, niemieckiego i rosyjskiego), Wanda Sampolska uzyskała za rekomendacją resortu rolnictwa nominację na kustosza, mimo niespełnienia wymogów formalnych.
Od września 1956 Wanda Sampolska była kierownikiem Działu Księgozbioru i Bibliografii Centralnej Biblioteki Rolniczej w Warszawie; przeprowadziła się jednocześnie do mieszkania w oficynie Biblioteki. Zajmowała się m.in. przygotowaniem retrospektywnej polskiej bibliografii rolniczej. Była redaktorem roczników „Bibliografii Polskiego Piśmiennictwa Rolniczego” za lata 1945–1957, opracowania o pionierskim charakterze w Polsce. Uczestniczyła w pracach edukacyjnych Państwowego Ośrodka Kształcenia Korespondencyjnego Bibliotekarzy. W 1963 brała udział w konsultacjach z bibliografami radzieckimi na temat unifikacji metody bibliografii specjalistycznej z rolnictwa. Przyczyniła się do rozwoju Centralnej Biblioteki Rolniczej, blisko współpracując z jej pierwszym dyrektorem Tadeuszem Żeligowskim oraz z jego zastępczynią Zofią Warczygłowianką-Piotrowską. 
Na emeryturę przeszła z końcem marca 1969 i przez trzy lata mieszkała w Puszczy Boreckiej w powiecie węgorzewskim, towarzysząc bratu Adamowi Węgorzewskiemu, kierownikowi Ośrodka Hodowli Żubrów. Po powrocie do Warszawy nadal mieszkała w gmachu Centralnej Biblioteki Rolniczej, zajmując się opieką nad chorym mężem i utrzymując kontakt z dawnymi współpracownikami. W latach 80. przeprowadziła się w inne miejsce Warszawy, a później wyjechała na stałe do Iławy, gdzie pomagała bratanicy w prowadzeniu domu i opiece nad dziećmi.
Była zaangażowaną działaczką społeczną. Udzielała się m.in. jako sekretarz Koła Związku Bibliotekarzy i Archiwistów w Warszawie, należała do związków zawodowych, była również sekretarzem puławskiego koła Polskiego Towarzystwa Turystyczno-Krajoznawczego, przewodniczącą koła Polskiego Czerwonego Krzyża, przewodniczącą komitetu członkowskiego Stowarzyszenia Spożywców „Pomoc”. W Centralnej Bibliotece Rolniczej zorganizowała pracowniczą kasę zapomogową i organizowała małe uroczystości okazjonalne (imieniny, andrzejki, sylwestra). Roztoczyła opiekę nad niewidomym chłopcem, pomagając mu w zdobyciu wykształcenia, łącznie z wyższymi studiami w dziedzinie historii.
Wanda Sampolska zmarła 9 sierpnia 2004 w Iławie. Pochowana została w grobie rodzinnym na cmentarzu Stare Powązki (kwatera 99-4-20).
Mąż Jan Sampolski, prawnik, pracował w Ministerstwie Rolnictwa, w Kancelarii Prezydenta na Zamku Królewskim w Warszawie, a po wojnie w Lublinie.

## Odznaczenia
- Złoty Krzyż Zasługi (1964),
- Medal 10-lecia Polski Ludowej (14 stycznia 1954)[2].